# کاتیا ریچارلی
کتیا ریتچارلی (ایتالیایی: Katia Ricciarelli؛ زادهٔ ۱۶ ژانویه ۱۹۴۶) یک هنرپیشه و خواننده اپرا اهل ایتالیا است.
از فیلم‌ها یا برنامه‌های تلویزیونی که وی در آن نقش داشته است می‌توان به سیاه و سفید و شب دوم عروسی اشاره کرد.